# Mouvements de capitaux
 (mars 2024).
Les mouvements de capitaux prennent des formes diverses, et sont généralement analysés selon qu'ils sont à court terme, comme l'achat et la revente d'actions ou de produits financiers à but spéculatif, ou bien à long terme, comme la prise de participation au capital d'une entreprise en vue d'influer sur sa gestion. Les flux de capitaux à court terme sont généralement réalisés dans une optique de logique financière spéculative, alors que les flux à long terme permettent de réaliser des placements, dans l'immobilier par exemple, ou des stratégies entrepreneuriales, par exemple l'implantation d'une usine à l'étranger.
Par convention, les mouvements de capitaux sont désignés comme tels lorsqu'il s'agit d'opérations transfrontalières, c'est-à-dire entre un pays et un pays tiers.

## Investissements directs à l'étranger
Les investissements directs à l'étranger (IDE) sont une part importante des mouvements de capitaux. En voici quelques exemples :

- Une entreprise implante une unité de production, une usine par exemple, à l'étranger. Il peut s'agir d'une délocalisation, si l'unité vient en remplacement d'une unité supprimée dans le pays d'origine. Si ce n'est pas le cas, il s'agit alors d'une augmentation des moyens de production de l'entreprise par la création d'une filiale à l'étranger[3].
- Une entreprise entre au capital d'une société étrangère, afin d'en prendre le contrôle, ou bien de pouvoir influencer sa gestion.
- Une entreprise réinvestit les bénéfices générés par une filiale directement dans le pays où se trouve cette filiale.
- Une entreprise prête de l'argent à une filiale.

## Investissements immobiliers
- acquisition de bien immobiliers dans un pays étranger par un résident.
- acquisition de bien immobiliers sur le territoire national effectué par un étranger.

Les mouvements de capitaux transnationaux sont toujours à considérer dans les deux sens : entrant et sortant.

## Achats de titres
- actions[4]
- obligations
- produits financiers dérivés
- autres titres

## Autres mouvements de capitaux
La typologie des mouvements des capitaux inclus aussi :
- déplacement de l'argent d'un compte courant d'un pays vers un compte courant ou un livret d'épargne d'une banque d'un pays tiers.
- les opérations sur les marchés monétaires.
- les contrats d'assurance pris à l'étranger par un résident, ou sur le territoire national par un étranger.
- les prêts
- les dons
- les successions.